# Marchéllo

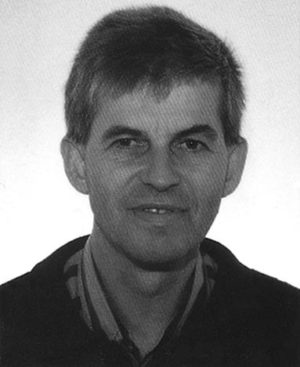
Porträttbild av Marchéllo.

Marchéllo, signatur för Per-Olof Stenblock, född 29 juni 1946 i Uddevalla, död 16 oktober 2022, var en svensk konstnär. Marchéllo kallades ofta för "det stora vemodets skildrare" och har ställt ut på olika gallerier i bland annat London. Han har även tilldelats Sankt Olof gilles konstnärsstipendium.
Marchéllos pojkdröm var att bli dirigent för en stor orkester – ett passionerat intresse för musik kvarstod sedan, vilket avspeglades i hans konst. I slutändan vann hans parallella intresse för måleri och självlärd målade han intensivt utan någon framgång. Så fortsatte det fram till mitten av 1980-talet då hans talang erkändes. Han kämpade under sitt liv med alkoholism, drogberoende och akut depression, men det är den kreativa drivkraften inom honom som håller ihop allt.
Marchéllo bodde och arbetade i Sverige, där hans verk ställts ut många gånger. Han målade främst med oljefärg.
År 1998 utkom boken "Marchéllo, särlingar", skriven av journalisten Stig Åke Stålnacke. Boken handlar om Marchéllos konstnärskap.
Marchéllo är begravd på Sigelhults kyrkogård i Uddevalla.

## Familj
Marchéllo är far till konstnären Marina Stenblock. 